# Хьюз, Гленн
Гленн Хьюз (род. 21 августа 1952 года, Каннок, Стаффордшир, Англия) — британский бас-гитарист, автор песен и вокалист, известный участием в рок-группах Trapeze, Deep Purple, Black Sabbath, Black Country Communion, Phenomena и HTP, а также сольной карьерой. Некоторое время участвовал в сольной карьере Тони Айомми, гитариста Black Sabbath.

## Биография

### Ранние годы
Ещё в конце 60-х он присоединился в группу «Finders Keepers». Через некоторое время эта группа превратилась в фанк-рок-группу «Trapeze».
В 1973 году он становится участником «Deep Purple», взамен Роджера Гловера, ушедшего по воле Блэкмора. Первое выступление Хьюза в составе Deep Purple состоялось в Копенгагене 10 декабря 1973 года. В 1974 году Хьюз принял участие в сольном проекте Роджера Гловера «The Butterfly Ball and the Grasshopper’s Feast» по мотивам детской книги. В Deep Purple Хьюз играл до распада группы в марте 1976 году, записав с ней 3 студийных альбома.
Он сдружился с пришедшим в группу Томми Болином и даже участвовал в записи его сольного диска, но рассорился с остальными участниками группы (причиной послужила усугубляющаяся наркозависимость).
В конце 1976 года Хьюз возвращается в Trapeze, но вскоре покидает её. Летом 1977 года вышел первый сольный альбом Хьюза Play Me Out.

### 80-е

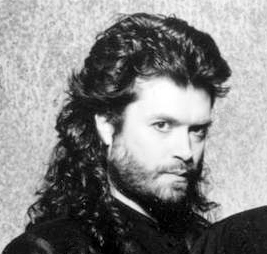
Промо-фото, 1986 год

В 1982 году вместе с Пэтом Трэлом (бывшим гитаристом Пэта Трэверса) он выпускает альбом Hughes/Thrall. Также в 80-х годах Хьюз сотрудничает в качестве басиста и вокалиста с разными артистами, такими как Phenomena (Dream Runner), Гэри Мур (Run for Cover). Хьюз участвовал в создании сольного альбома Тони Айомми Seventh Star, который из-за давления со стороны записывающей компании (требовавшей ещё одного альбома Black Sabbath) вышел под заглавием «Black Sabbath featuring Tony Iommi». Сам Гленн говорил, что он не был участником группы Black Sabbath, а состоял в сольном проекте Айомми.

### 90-е
Хьюз начинает гастролировать с группой Trapeze, принимая участие в записи сингла «America — What Time Is Love?» и снимаясь в одноимённом клипе британского эйсид-хаус-дуэта «The KLF». Он также участвует в записи альбома Джона Норума (бывшего гитариста группы Europe) Face the Truth. Хьюз также экспериментировал в студии с клавишником группы «Asia» Джеффом Даунсом.
В 1992 году появляется второй сольный альбом Хьюза Blues. В 90-е годы выходит целый ряд его сольных альбомов: From Now On… (1994), Burning Japan Live (1994), Feel (1995), Addiction (1997), The Way It Is (1999).
1993 — первый приезд и выступление Гленна в России на фестивале в Санкт-Петербурге.
В 1999 Гленн Хьюз организовывает ряд концертов, посвящённых Томми Болину, в записи которых также принимал участие брат Болина — Джонни, игравший на ударных.

### XXI век

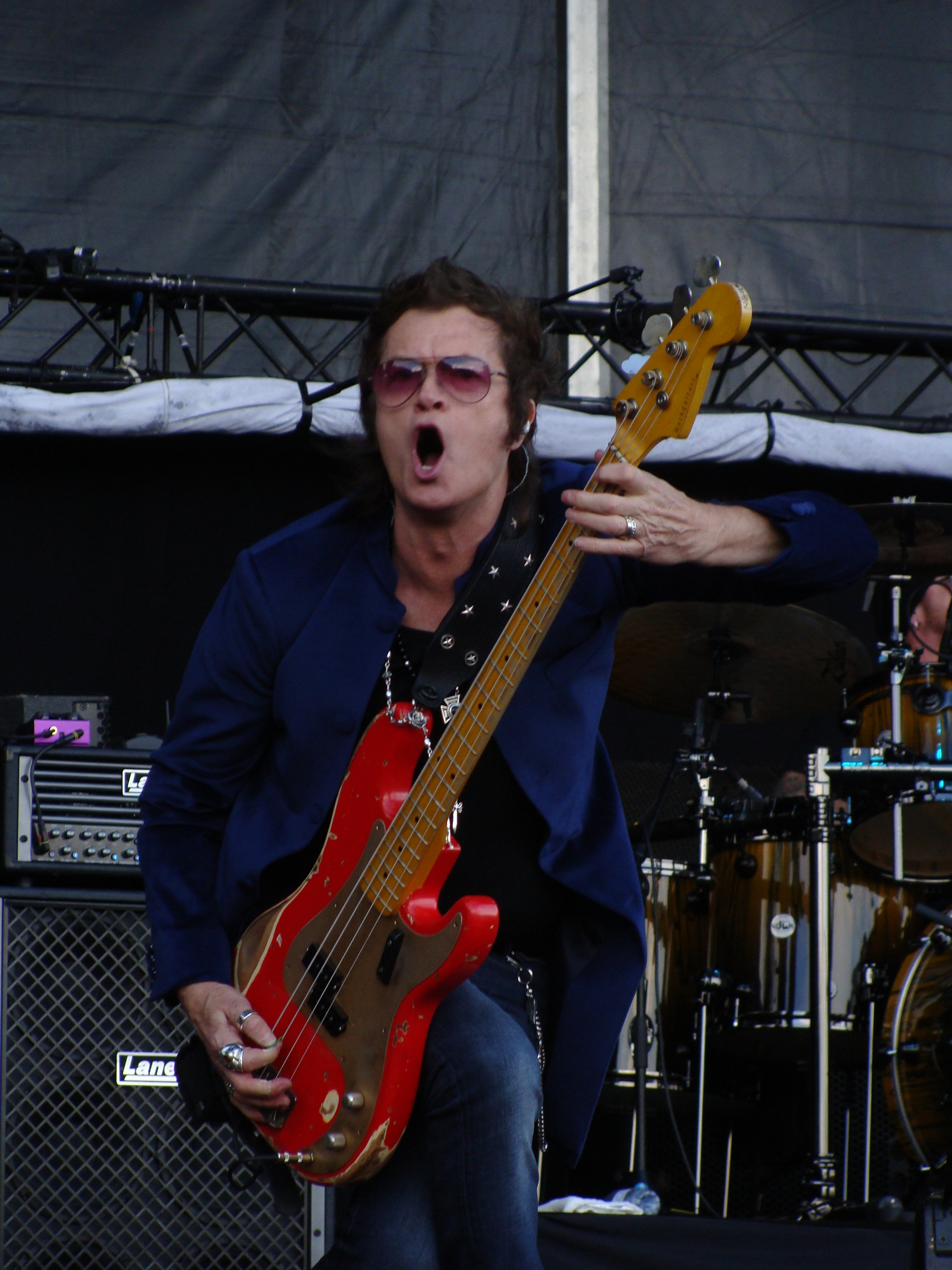
Концерт Black Country Communion, 2011 год

В 2000-х Хьюз не снижает творческой активности, выпуская по альбому в год: Return to Crystal Karma (2000), Building the Machine (2001), HTP, Live In Tokyo, HTP2 (последние три — в составе «Hughes-Turner Project», группы, созданной Гленном с Джо Лин Тёрнером в 2001-м году), Songs in the Key of Rock (2003), Soulfully Live in the City of Angels (2004), Soul Mover (2005; в создании альбома участвовал барабанщик Red Hot Chili Peppers Чад Смит), Freak Flag Flyin' (2005), Music For The Divine (2006), First Underground Nuclear Kitchen (2008). Помимо сольного творчества, Хьюз также сотрудничает с другими музыкантами, играя в качестве приглашённого музыканта.
Хьюз принимал участие в работе над юбилейным переизданием альбома Deep Purple Stormbringer, выпущенным в 2009 году.
В 2006 году Хьюз в качестве гостя принял участие в юбилейном концерте группы «Земляне», а в октябре 2008 года состоялся трёхнедельный тур с концертами Гленна по 13 городам России. В 2011 году принимает участие в записи альбома российской группы Pushking The World As We Love It с большим количеством приглашённых звёзд.
В январе 2010 года на сайте звукозаписывающей компании Roadrunner Records было сообщено о создании нового проекта с участием Гленна Хьюза, барабанщика Джейсона Бонэма и гитариста-виртуоза Джо Бонамассы — Black Country Communion. Коллектив выпустил три студийных альбома и взял паузу в 2013 году в связи с уходом Бонамассы.
Хьюз формирует новый коллектив California Breed; помимо Хьюза, в него вошли гитарист и вокалист Эндрю Уотт и барабанщик Джейсон Бонэм. Группа выпустила в 2014 году единственный альбом под названием California Breed и в январе 2015 года прекратила своё существование. Коллектив дал выступление в Москве в 2014 году.
В 2016 году Бонамасса вернулся в Black Country, и в 2017 году вышел очередной альбом, названный BCCIV.
В 2017-18 годах Хьюз проводил мировое турне «Glenn Hughes Performs Classic Deep Purple Live» с упором на материал периода Deep Purple, посетив в том числе Россию, а также впервые выступив в странах Южной Америки.
С 2019 года участвует в качестве вокалиста и бас-гитариста в группе The Dead Daisies, заменив Джона Кораби.

## Дискография
| Trapeze - 1969 Trapeze - 1970 Medusa - 1972 You Are the Music…We’re Just the Band - 1992 Welcome to the Real World (Live 1992) - 1996 High Flyers: The Best of Trapeze (best of 1970—1973) - 1998 Way Back to the Bone (Live 1972) - 2003 On the Highwire (best of 1970—1994) Deep Purple - Burn (1974) - Stormbringer (1974) - Made in Europe (1975) - Come Taste the Band (1975) - Last Concert in Japan (1976) - Live in London (1982) - Rises Over Japan (1985) - Singles A’s & B’s (1993) - On the Wings of a Russian Foxbat: Live in California 1976 (1995) - California Jamming: Live 1974 (1996) - Mk. III: the Final Concerts (1996) - Days May Come and Days May Go, the California Rehearsals, June 1975 (2000) - 1420 Beachwood Drive, the California Rehearsals, Part 2 (2000) - This Time Around: Live in Tokyo (2001) - Listen Learn Read On (2002) - Just Might Take Your Life (2003) - Perks And Tit (2004) - Live in Paris 1975 (2004) - Live in California 74 (DVD) (2005) - Phoenix Rising (2011) - Graz 1975 (2014) Black Sabbath - 1986 Seventh Star Glenn Hughes & Tony Iommi - 1996 Eighth Star (Bootleg) - 2004 The 1996 DEP Sessions - 2005 Fused Hughes-Turner Project - 2002 HTP - 2002 Live In Tokyo - 2003 HTP 2 Voodoo Hill - 2000 Voodoo Hill - 2004 Wild Seed of Mother Earth - 2015 Waterfall Michael Men Project (Glenn Hughes & Joe Lynn Turner) - 2005 Made In Moscow Black Country Communion - 2010 Black Country Communion - 2011 2 - 2012 Live Over Europe - 2012 Afterglow - 2017 BCCIV California Breed - 2014 California Breed The Dead Daisies - 2020 The Lockdown Sessions (EP) - 2021 Holy Ground - 2022 Radiance Сольная карьера - 1977 Play Me Out - 1992 Blues - 1994 From Now On… - 1994 Burning Japan (Live) - 1995 Feel - 1996 Addiction - 1996 The Voice of Rock (сборник) - 1997 Talk About It (EP) - 1998 The God of Voice: Best of Glenn Hughes (сборник) - 1999 The Way It Is (альбом Гленна Хьюза) - 2000 Incense & Peaches (From the Archives Volume I) - 2000 Return of Crystal Karma - 2000 A Soulful Christmas - 2001 Building the Machine - 2002 Different Stages — The Best of Glenn Hughes - 2003 Songs in the Key of Rock - 2004 Soulfully Live in the City of Angels - 2005 Soul Mover - 2005 Freak Flag Flyin' (Live) - 2006 Music For The Divine - 2007 This Time Around (сборник) - 2007 Live in Australia - 2008 First Underground Nuclear Kitchen - 2016 Resonate | Другое - Roger Glover and Guests — The Butterfly Ball and the Grasshopper’s Feast (1974) - Jon Lord — Windows (1974) - Tommy Bolin — Teaser (1975) - VA — The Wizard’s Convention (1976) - Pat Travers — Makin' Magic (1977) - 4 On The Floor — same (1979) - Climax Blues Band — Lucky for Some (1981) - Hughes/Thrall — Hughes/Thrall (1982) - Night Ranger — Midnight Madness (1983) - Heaven — Where Angels Fear to Tread (1983) - Phenomena — Phenomena (1985) - Gary Moore — Run for Cover (1985) - VA — Dragnet (Music from the Motion Picture Soundtrack) (1987) - Phenomena II — Dream Runner (1987) - Whitesnake — Slip of the Tongue (1989) - XYZ — XYZ (1989) - Notorious — Notorious (1990) - VA — Music from and Inspired by the Film Highlander II: The Quickening (1990) - L.A. Blues Authority (1991) - Lynch Mob — Lynch Mob (1992) - John Norum — Face the Truth (1992) - Geoff Downes/The New Dance Orchestra — Vox Humana (European version) (1993) - Sister Whiskey — Liquor and Poker (1993) - Marc Bonilla — American Matador (1993) - George Lynch — Sacred Groove (1993) - Stevie Salas — Stevie Salas Presents: The Electric Pow Wow (1993) - Mötley Crüe — Mötley Crüe (1994) - Manfred Ehlert’s Amen — same (1994) - VA — Smoke on the Water: A Tribute (1994) - L.A. Blues Authority Volume V — Cream of the Crop: A Tribute (1994) - Hank Davison & Friends — Real Live (1995) - Brazen Abbot — Live and Learn (1995) - Wet Paint — Shhh..! (1995) - Richie Kotzen — Wave of Emotion (1996) - Liesegang — No Strings Attached (1996) - Asia — Archiva Vol. 1 (1996) - VA — To Cry You a Song: A Collection of Tull Tales (1996) - VA — Dragon Attack: A Tribute to Queen (1996) - Amen — Aguilar (1996) - Glenn Hughes/Geoff Downes — The Work Tapes (1998) - Glenn Hughes, Johnnie Bolin & Friends — Tommy Bolin: 1997 Tribute (1998) - Stuart Smith — Heaven and Earth (1998) - VA — Humanary Stew: A Tribute to Alice Cooper (1999) - VA — Encores, Legends & Paradox: A Tribute to the Music of ELP (1999) - The Bobaloos — The Bobaloos (1999) - Niacin — Deep (1999) - Erik Norlander — Into the Sunset (2000) - Tidewater Grain — Here on the Outside (2000) - Craig Erickson Project — Shine (2000) - Nikolo Kotzev — Nostradamus (2001) - Max Magagni — Twister (2001) - VA — Stone Cold Queen: A Tribute (2001) - VA — Another Hair of the Dog — A Tribute to Nazareth (2001) - VA — Let the Tribute Do the Talking — A Tribute to Aerosmith (2001) - Ape Quartet — Please Where Do We Live? (2001) - Voices of Classic Rock — Voices for America (2001) - Ellis — Ellis Three (E-III) (2001) - The Alchemist — Songs from the Westside (2002) - An All Star Lineup Performing the Songs of Pink Floyd — same (2002) - Ryo Okumoto — Coming Through (2002) - Jeff Scott Soto — Prism (2002) - VA — Influences & Connections, Volume 1, Mr.Big (2003) - Chris Catena — Freak Out! (2003) - Rata Blanca/Glenn Hughes Vivo (2003) - Aina — Days of Rising Doom (2003) - Phenomena — Psychofantasy (2006) - Moonstone Project — Time to Take a Stand (2006) - The Lizards — Against All Odds (2006) - Quiet Riot — Rehab (2006) - Hughes/Thrall — Hughes/Thrall (remastered) (2007) - Кен Хенсли — Blood on the Highway (2007) - Robin George/Glenn Hughes — Sweet Revenge (2007, запись 1990) - Кен Хенсли — Love & Other Mysteries (2012) - Joe Satriani — What Happens Next? (2018) |